# Strates socio-économiques en Colombie
Les strates socio-économiques sont un outil qu'utilise l'État colombien (Loi 142 de 1994, article 102) pour classer les immeubles résidentiels conformément aux lignes directrices de la DANE ; sont intégrés le niveau de revenus des propriétaires, la fourniture des services publics à domicile, la géographie (zone urbaine, zone rurale), la présence d'établissements indiens (discrimination positive), entre autres,.
Chaque maire doit mettre en place le classement en strates des immeubles résidentiels de sa municipalité ou de son district.
La loi prévoit six strates socio-économiques. La strate la plus basse est le niveau 1 et celle la plus élevée est de niveau 6,.
Conformément à la DANE dans l'enquête de qualité et de vie de 2003 cité dans le document CONPES 3386, le pourcentage est : 
- strate 1 (très basse) = 22,3 %
- strate 2 (basse) = 41,2 %
- strate 3 (moyennement basse) = 27,1 %
- strate 4 (moyenne) = 6,3 %
- strate 5 (moyennement élevée) = 1,9 %
- strate 6 (élevée) = 1,2 %

Le classement par strates qu'obtient un citoyen détermine les impôts qu'il doit payer, les tarifs des services publics à domicile, l'accès aux services de santé, les droits d'entrée à régler pour les universités d'État, entre autres. Les strates 1 et 2 et parfois celle de niveau 3 sont subventionnées par celles de rang 4, 5 et 6; les revenus les plus faibles et les personnes les plus défavorisées obtiennent ainsi des avantages de l'État, surtout dans le domaine de la santé, des tarifs de services publics, l'utilisation massive des services publics à domicile, des fonds de solidarité et la sécurité sociale.